# 台清交成
台清交成（たいせいこうせい）とは、台湾の国立台湾大学、国立清華大学、国立陽明交通大学、国立成功大学の略称。四校の理工学部は台湾のもっとも偏差値の高い大学のため、マスコミ、BBSなどで名門大学の意味で使われる。